# Franz Wihan
Franz Wihan (8. března 1908, Huntířov – 10. března 1940, Šternberk) byl český římskokatolický kněz německé národnosti, oběť nacistického režimu. Byl knězem diecéze Hradec Králové a administrátorem v Sedloňově v Orlických horách.

## Život
Narodil se do rodiny krejčovského mistra v osadě Bukovina v Güntersdorfu (Huntířov, od roku 1961 součást střediskové obce Vítězná u Dvora Králové nad Labem). Jeho rodiči byli Franz Josef Wihan a Anna rozená Scholzová, měl sestru Marii a bratra Josefa. Po docházce na místní školu v Huntířově nastoupil do gymnázia v Hostinném, ale po 2 letech nemohl z finančních důvodů dokončit studium a proto přestoupil do Jezuitské katolické školy v Bohosudově. Na podzim 1929 nastoupil do kněžského semináře v Hradci Králové, kde po absolvování teologických studií přijal kněžské svěcení od královéhradeckého biskupa Mořice Píchy v katedrále sv. Ducha dne 29. června 1934.
Nejprve nastoupil počátkem září 1934 jako kaplan do Trutnova, ale již po třech měsících přešel na kaplanské místo do Hostinného. K 1. září 1935 byl ustanoven kaplanem ve farnosti Karle u Svitav a po dvou letech se v září 1937 stal administrátorem v Sedloňově, ležícím pod horou Vrchmezí v severní části Orlických hor. V důsledku mnichovské dohody byl v říjnu 1938 také Sedloňov odtržen od českých zemí a připojen k říši.
Mezi svými farníky byl páter Franz Wihan velice oblíben pro svoji pastorační horlivost a vřelý přístup k lidem. Jako odpůrce nacistické ideologie dával tento odmítavý postoj najevo i ve svých kázáních, kdy v jednom z nich pronesl větu „Naším vůdcem je Pánbůh“. V adventu roku 1939 připravil pro své farníky pravidelná duchovní setkání v rodinách, která nazval „Heimabend“ („domácí večer“). Takové setkání se konalo v určený den vždy v některé vybrané rodině, kde pak přítomní důstojně prožili adventní večer. P. Wihan měl na úvod duchovní promluvu, poté se zpívaly náboženské písně, mladí sehráli některou scénku s vánoční tematikou a končilo se rozjímáním a modlitbou. Toto neformální působení P. Wihana přímo v rodinách a jeho blízký kontakt s lidmi některým aktivistům nacistického režimu v obci vadily, takže ho jednou při návratu z Heimabendu shodili z mostu do potoka, který musel na cestě k faře přecházet.
Na udání některých sedloňovských stoupenců nacismu byl zatčen 27. prosince 1939 gestapem a předán do vězení v Lanškrounu. Útrapy věznění a výslechy pravděpodobně podlomily jeho psychické zdraví – v jediném dopise farníkům si stěžoval na bolesti hlavy (mj. se objevilo podezření, že byl mučen vytrvalým kapáním vody na hlavu). Záhy byl totiž převezen do psychiatrické léčebny ve Lhotě u Šternberka čp. 48, kde krátce nato 11. března 1940 zemřel (stal se obětí programu T4 eutanazie). Nepodařilo se zjistit přesné datum jeho umístění do léčebny, dokumenty z té doby byly zničeny na příkaz ředitele léčebny Karla Girscheka, člena NSDAP (dle sdělení Dr. Miroslava Koudely, Státní Okresní archiv Olomouc). Do 1. října 1938 byl v léčebně český personál, před okupací utekl. Dosazený ředitel léčebny Karl Girschek informoval velitele tehdejšího landrátu (krajského správního úřadu), jak pokračuje program T4 Eutanazie. Každý zaměstnanec musel složit do rukou ředitele slib, že o chodu léčebny nebude mluvit. Lékař vyplnil dokumenty a od kdy je pacient v léčebně, a posudkoví lékaři určili, kdo bude žít.
Dne 1. ledna 1940 nastoupil po zatčení pátera Franze Wihana na jeho místonovosvěcenec P. Josef Teuner, rodák z blízkého okolí (pověřil jej P. Msgr. Richard Popp, generální vikář v Trutnově; dokument uložen ve Státním okresním archivu v Rychnově nad Kněžnou).
Starosta Huntířova Josef Bönisch (v letech 1938–1945) se po obdržení této zprávy ihned obrátil na německé orgány, aby umožnily převézt tělo P. Wihana k pohřbení do rodné obce. Žádosti bylo vyhověno s přísným pokynem, že rakev již nesmí být otevřena. Starosta Josef Bönisch se po poradě se starostou Aloisem Flegelem a farářem Antonem Dresslerem ze sousední obce Kocléřov rozhodl tento příkaz pominout a v noci za přísného utajení zaletovanou rakev v huntířovském kostele otevřeli. Páter Wihan v ní ležel nahý, zabalený pouze v černém pytli a po celém těle bylo vidět nápadné, nyní již promodralé stopy týrání. Nemohlo být pochybností o tom, že byl umučen. Následujícího dne 14. března 1940 byl uložen do hrobu na hřbitově v rodném Huntířově.
Dne 4. 7. 2015 na moje přání Ladislav Hladký a Miroslav Renner pomocí detektoru kovů nalezena v zemi zinková rakev .Vydal jsem knihu rodáci obce Güntersdorf a Ketzelsdorf faráři Franz Wihan a Emil Schubert rok 2019 a pomocí přátel sháním stále nové údaje a fotografie . Pan Antonín Klust zprostředkoval Ladislavu Hladkému , s panem Josef Mühl - zámečník a Franz Bönisch objasnění , kdo účastnil otevření rakve v kostele . Kniha uložena Státní okresní archiv Trutnov .